# Cristo Redentor de Guaporé
O Cristo Redentor de Guaporé é um monumento da cidade de Guaporé, no estado brasileiro do Rio Grande do Sul.
Construído em 1967, o Cristo Redentor tem 13 metros de altura e está posicionado em um pedestal de 7 metros no morro do Gallon, o mais alto do município.Na subida do morro encontram-se as quatorze estações da Via Sacra, e onde ocorre o maior evento religioso da região, a procissão da Paixão de Cristo, na  Sexta-Feira Santa.